# Setanta caerulea
Setanta caerulea är en stekelart som först beskrevs av Brulle 1846.  Setanta caerulea ingår i släktet Setanta och familjen brokparasitsteklar. Inga underarter finns listade i Catalogue of Life.